# ریبینسک استاروسلیه
ریبینسک استاروسلیه (به روسی: Аэропорт Староселье) فرودگاهی عمومی واقع در ریبینسک در کشور روسیه است که توسط NPO Saturn اداره می‌شود.